# The Doctors
The Doctors – amerykański serial telewizyjny, emitowany na kanale NBC od 1 kwietnia 1963 do 31 grudnia 1982 r.

## Krótki opis
Akcja opery mydlanej toczyła się w szpitalu Hope Memorial Hospital, w fikcyjnej miejscowości Madison. Wyemitowano łącznie 5280 odcinków. Jubileuszowy 5000. odcinek został nadany w listopadzie 1981 r. Twórcą serialu był Orvin Tovrov. Serial zadebiutował dokładnie tego samego roku, miesiąca i dnia, co inna medyczna opera mydlana – Szpital miejski.

## Obsada
Zestawienie na podstawie informacji portalu filmowego IMDb.com obejmuje aktorów, którzy wystąpili łącznie w co najmniej 240 odcinkach:
- James Pritchett – jako dr Matt Powers/prezes korporacji (2948 odcinków)
- David O'Brien – jako dr Steve Aldrich (2459)
- Lydia Bruce – jako dr Maggie Powers (2437)
- Elizabeth Hubbard – jako dr Althea Davis (2064)
- Carolee Campbell – jako pielęgniarka Carolee Simpson (1753)
- Gerald Gordon – jako dr Nicholas Bellini (1752)
- Sally Gracie – jako Martha Allen (869)
- Anna Stuart – jako Toni Ferra (732)
- Jada Rowland – jako pielęgniarka Carolee Simpson Aldrich (693)
- Meg Mundy – jako Mona Croft/Mona Aldrich (677)
- Peter Burnell – jako dr Mike Powers (620)
- Jennifer Houlton – jako Greta Powers/Jenny (594)
- Palmer Deane – jako dr Hank Iverson/komisarz Green (579)
- Geraldine Court – jako dr Ann Larimer (557)
- Laryssa Lauret – jako dr Karen Werner (489)
- Julia Duffy – jako Penny Davis (463)
- Glenn Corbett – jako Jason Aldrich (431)
- Patrick Horgan – jako dr John Morrison (429)
- Lauren White – jako M.J. Match Carroll (409)
- Robert Frank Telfer – jako Luke Dancy/Lew Dancy (404)
- Katherine Squire – jako Emma Simpson Winters (357)
- Dorothy Fielding – jako Sara Dancy Powers (312)
- Larry Weber – jako Barney Dancy/Carl Webster (304)
- Gil Gerard – jako dr Alan Stewart (303)
- Dorothy Butts – w roli pielęgniarek: Dorothy Grant/Dorothy Taylor/Dorothy Butts (296)
- Joe Pelaez – jako strażnik Joe/opiekun Andre/strażnik szpitalny (289)
- Pamela Toll – jako Liz Wilson (284)
- David Elliott – jako Billy Aldrich/Billy Allison (272)
- John Shearin – jako dr Michael Powers (262)
- Keith Blanchard – jako Erich Aldrich (253)
- Lois Smith – jako Eleanor Conrad (253)
- Shawn Campbell – jako Billy Aldrich (247).